# 355 a.C.

## Eventos
- Caio Sulpício Pético, pela terceira vez, e Marco Valério Publícola, cônsules romanos.